# انفجار مصنع أسمدة بورت نيل
وقع انفجار مصنع أسمدة بورت نيل (بالإنجليزية: Port Neal fertilizer plant explosion)‏ في 13 ديسمبر 1994 في مصنع نترات الأمونيوم في (Terra International، Inc)، مجمع بورت نيل، على بعد 16 ميلاً جنوب مدينة سيوكس سيتي، الولايات المتحدة. قُتل أربعة عمال في المصنع جراء الانفجار، وأصيب ثمانية عشر آخرون. تم تدمير المبنى المكون من سبعة طوابق في مكان الانفجار بالكامل، ولم يتبق سوى حفرة، ولحقت أضرار كبيرة بالمباني المحيطة. تم تعطيل أربع محطات قريبة لتوليد الكهرباء بسبب الانفجار، وشعر الساكنة بآثار الانفجار على بعد 30 ميلاً. تضرر خط جهد عالي يمتد بجوار المحطة وفوق نهر ميزوري، مما أدى إلى انقطاع التيار الكهربائي في ولاية نبراسكا المجاورة. تمزق صهاريج تخزين أمونيا مبردة سعة 15000 طن، مما أدى إلى إطلاق الأمونيا السائلة وأبخرة الأمونيا التي أجبرت على إجلاء 1700 من السكان من المنطقة المحيطة.

## الأسباب
خلص تحقيق أجرته وكالة حماية البيئة الأمريكية في عام 1996 إلى أن الانفجار بدأ من خلال تفاعل تحلل حراري متسارع «كنتيجة مباشرة لإجراءات وظروف التشغيل غير الآمنة» في المصنع.